# St. Laurentius (München)

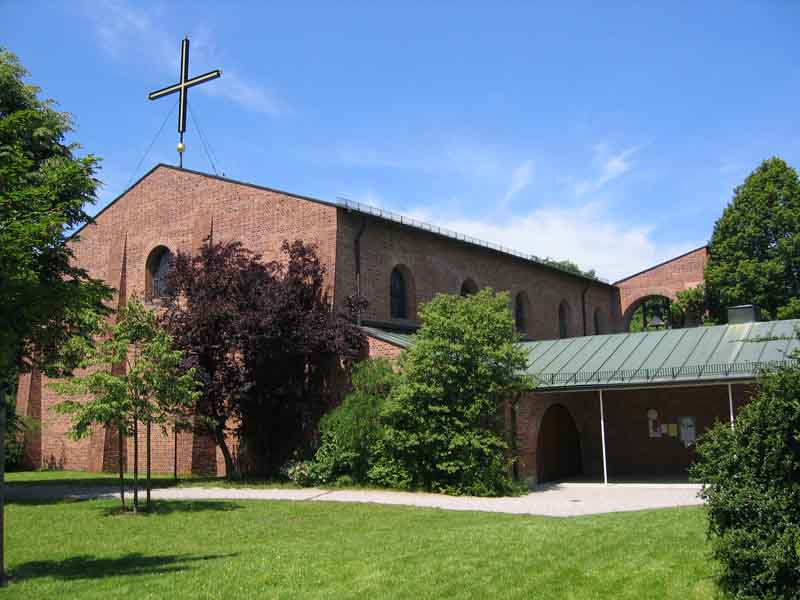
St. Laurentius in München-Gern

Die römisch-katholische Pfarrkirche St. Laurentius im Münchner Stadtteil Gern, auch St.-Laurentius-Kirche genannt, wurde Mitte der 1950er Jahre errichtet und dem Heiligen Diakon Laurentius von Rom geweiht. Die dazugehörige Pfarrei St. Laurentius wird seelsorglich von der Priestergemeinschaft der Oratorianer betreut.

## Architektur und Baugeschichte

Innenraum mit Blick in die Apsis und zur Orgel

Die Pläne für die Kirche entwarf der Architekt Emil Steffann in enger Zusammenarbeit mit den Mitgliedern des Münchner Oratoriums. Die architektonische Gestaltung des Innenraumes mit dem Altar in der Mitte und den von drei Seiten auf ihn gerichteten Bankreihen, wobei der Priester der Gemeinde zugewandt ist, war für die damalige Zeit neu und nahm so die Vorgaben der Liturgiereform des Zweiten Vatikanischen Konzils vorweg. Sie diente als Vorbild für viele neue Kirchenbauten.

Spätgotische Madonna

Der Kirchenraum ist bewusst schlicht gehalten. Der Sakralraum besitzt mit einer Laurentiusfigur und einer ausdrucksstarken Madonna zwei spätgotische Skulpturen des Weichen Stils. Tabernakel, blaues Email-Vortragekreuz, Altarleuchter sowie die Strahlen-Monstranz stammen von Fritz Schwerdt.
Nach der Grundsteinlegung im Juni 1955 konnte die Weihe schon am 27. November 1955 durch Josef Kardinal Wendel erfolgen. Ein Jahr später wurden die Glocken geliefert und geweiht. 1962 erfolgten die Anschaffung einer Orgel der Firma Rieger und der Anbau der Taufkapelle. Das Pfarrzentrum mit Kindergarten, Bücherei und Gemeindesaal entstand von 1968 bis 1970. Auf einem kleinen Friedhof neben der Kirche werden Mitglieder des Oratoriums bestattet.

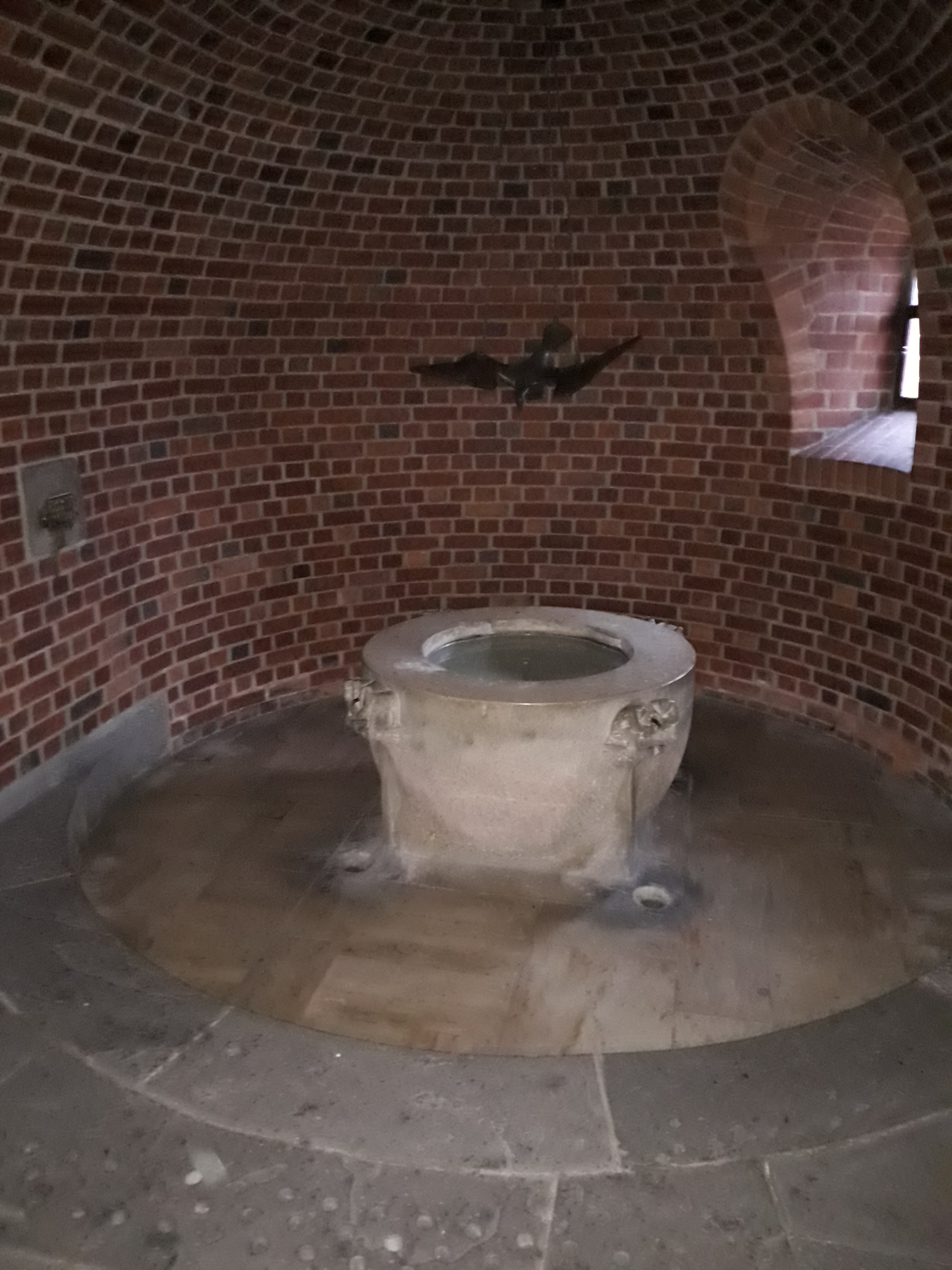
Taufkapelle mit Taufstein

## Pfarrei St. Laurentius

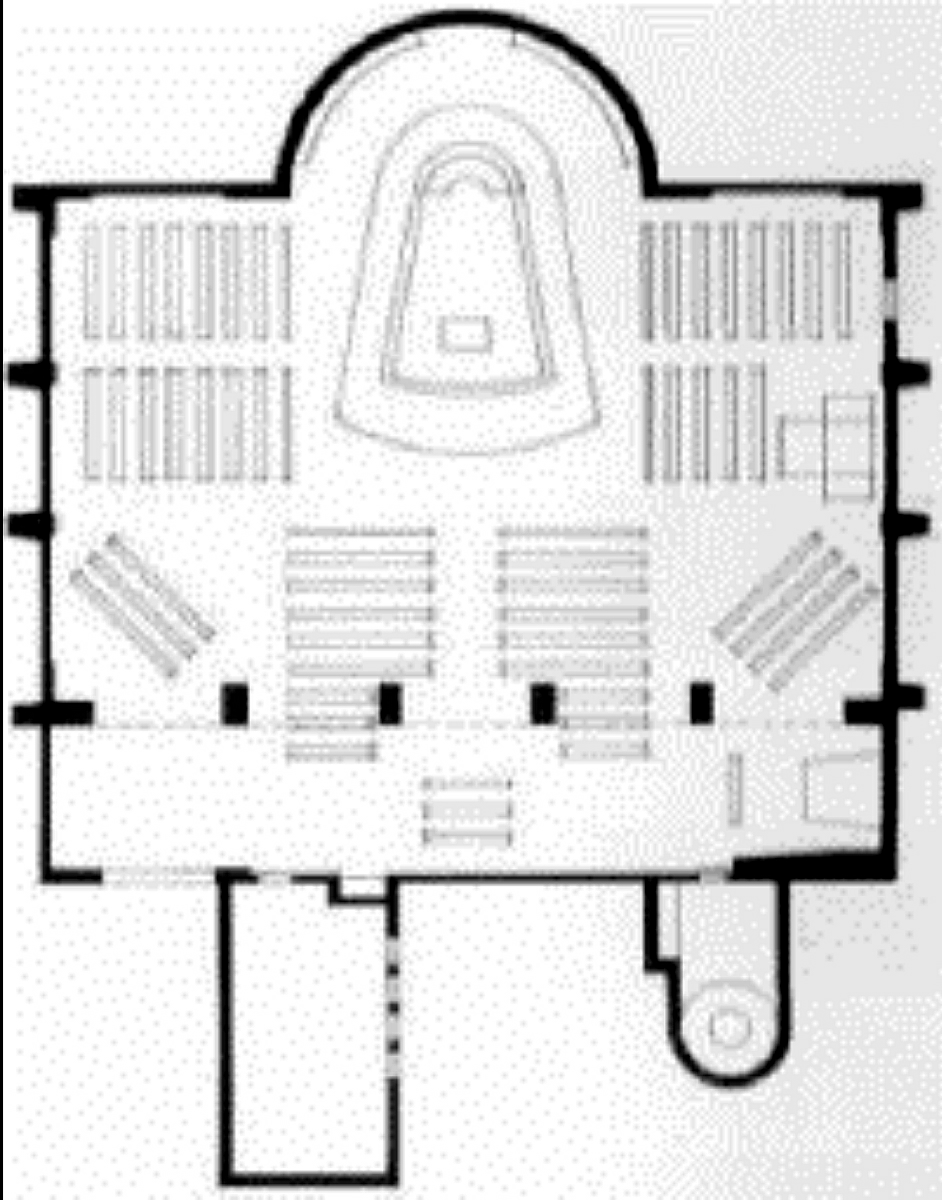
Grundriss des Kirchenraums

Schon Ende der 1920er-Jahre wurde die Notwendigkeit der Errichtung einer eigenen katholischen Pfarrei für dieses Gebiet festgestellt, da die Bevölkerung durch den Bau der Wohnsiedlung Borstei stark angewachsen war. Erst mit Wirkung vom 1. Oktober 1954 konnte die Kuratie St. Laurentius errichtet und den Oratorianern übertragen werden. Sie wurde schon ein Jahr später zur Pfarrei erhoben, wobei ihr Teile der Moosacher Pfarrei St. Martin und der Neuhauser Pfarreien Herz Jesu und St. Theresia zugewiesen wurden. Erster Pfarrer war der spätere Münchner Weihbischof Ernst Tewes.
Die Münchner Oratorianer gehörten zu den ersten, die die vom Zweiten Vatikanischen Konzil beschlossene Erneuerung der Liturgie bei der Gestaltung der Gottesdienste in ihrer Gemeinde St. Laurentius umsetzten. Erster Superior war Heinrich Kahlefeld.

## Lage
Die Kirche aus rotem Ziegelwerk liegt abseits in einer Nebenstraße am Nymphenburg-Biedersteiner Kanal zwischen der Paschstraße und der Nürnberger Straße. Auf dem Gelände befand sich ursprünglich eine Kleingartenanlage, die 1954 dem Kirchenbau weichen musste.